# Lewis Davey
Lewis Davey (* 24. Oktober 2000 in Grantham) ist ein britischer Sprinter, der sich auf den 400-Meter-Lauf spezialisiert hat. 2022 wurde er Europameister in der 4-mal-400-Meter-Staffel und im Jahr darauf gewann er bei den Weltmeisterschaften in Budapest zwei Medaillen.

## Sportliche Laufbahn
Erste internationale Erfahrungen sammelte Lewis Davey im Jahr 2019, als er bei den U20-Europameisterschaften in Borås mit der britischen 4-mal-400-Meter-Staffel im Vorlauf nicht ins Ziel kam. 2021 gelangte er bei den U23-Europameisterschaften in Tallinn mit 3:09,28 min auf den sechsten Platz im Staffelbewerb und im Jahr darauf siegte er bei den Europameisterschaften in München in 2:59,35 min gemeinsam mit Matthew Hudson-Smith, Charlie Dobson und Alex Haydock-Wilson. 2023 wurde er in 3:08,61 min Fünfter bei den Halleneuropameisterschaften in Istanbul. Im August gewann er bei den Weltmeisterschaften in Budapest in 2:58,71 min gemeinsam mit Alex Haydock-Wilson, Charlie Dobson und Rio Mitcham die Bronzemedaille hinter den Teams aus den Vereinigten Staaten und Frankreich und in der Mixed-Staffel sicherte er sich in 3:11,06 min gemeinsam mit Laviai Nielsen, Rio Mitcham und Yemi Mary John die Silbermedaille hinter den Vereinigten Staaten. Bei den World Athletics Relays 2024 in Nassau wurde er in 3:02,62 min Sechster in der Finalrunde über 4-mal 400 Meter und anschließend belegte er bei den Europameisterschaften in Rom in 3:13,97 min den fünften Platz in der Mixed-Staffel. Zudem belegte er mit der Männerstaffel in 3:01,89 min den siebten Platz. Im August gewann er bei den Olympischen Sommerspielen in Paris mit neuem Europarekord von 2:55,83 min im Finale gemeinsam mit Alex Haydock-Wilson, Matthew Hudson-Smith und Charlie Dobson die Bronzemedaille hinter den Teams aus den Vereinigten Staaten und Botswana.

## Persönliche Bestleistungen
- 400 Meter: 45,60 s, 25. Mai 2024 in Brüssel
  - 400 Meter (Halle): 46,69 s, 18. Februar 2023 in Birmingham